# Kärlekens vindar (Seaforth)
Kärlekens vindar (org titel: Seaforth) är en brittisk TV-serie från 1994. Historien sträcker sig över 50 år och följer tre generationer.

## Rollista i urval
- Bob Longman - Linus Roache
- Paula - Lia Williams
- Bri - Raymond Pickard
- John Stacey - Ciaran Hinds